# Rankinkivikari
Rankinkivikari är klippor i Finland.   De ligger i landskapet Kymmenedalen, i den södra delen av landet, 110 km öster om huvudstaden Helsingfors.
Terrängen runt Rankinkivikari är mycket platt.  Närmaste större samhälle är Kotka, 13,0 km norr om Rankinkivikari. 